# Jaime Herrera Beutler
Jaime Lynn Herrera Beutler (ur. 3 listopada 1978 w Glendale) – amerykańska polityczka, członkini Partii Republikańskiej i kongreswoman ze stanu Waszyngton (od roku 2011).